# Monanthotaxis whytei
Monanthotaxis whytei är en kirimojaväxtart som först beskrevs av Otto Stapf, och fick sitt nu gällande namn av Bernard Verdcourt. Monanthotaxis whytei ingår i släktet Monanthotaxis och familjen kirimojaväxter. Inga underarter finns listade i Catalogue of Life.